# Gregorio Angulo
Gregorio Angulo Martinena, también Gregorio Ángulo Martinena (Tafalla, 12 de marzo de 1868 - Ibero, 2 de junio de 1937), fue un canterio, sindicalista y político español de ideología socialista, una de las figuras públicas más relevantes del socialismo navarro durante el primer tercio del siglo XX.

## Biografía
Pertenecía a una familia de profunda fe católica. Sus cuatro hermanos eran escolapios. De profesión cantero, fue uno de los iniciadores del socialismo en Navarra, siendo uno de los fundadores, junto con una docena de trabajadores, de la Agrupación Socialista de Pamplona el 28 de agosto de 1902, de la cual fue secretario. Formó parte de las sociedades obreras pamplonesas adscritas a la UGT y dirigió varias publicaciones obreras como Unión Productora (1903-1904), La Verdad (1911-1914) y La Protesta (1918).
Entre 1914 y 1917 fue concejal en Pamplona, elegido en las listas de la Conjunción Republicano-Socialista. En 1931 había sido candidato en elecciones provinciales por la merindad de Pamplona, y en 1919, en las generales, sin éxito.
Llegada la Segunda República, fue candidato a concejal en Pamplona tras la repetición de las elecciones del 12 de abril de 1931, que habían impugnadas. Aunque la Conjunción Republicano-Socialista se alzó, por estrecho margen, con el triunfo en dichas elecciones, Angulo no obtuvo acta de concejal. Fue uno de los candidatos socialistas en las elecciones a Cortes de 1933, sin conseguir acta de diputado (las derechas navarras, agrupadas en el Bloque de Derechas, coparon los siete puestos de la circunscripción navarra). Durante este periodo fue también presidente del PSOE en Navarra. 
Al inicio de la Guerra Civil, Angulo era concejal del ayuntamiento de Pamplona. Sin embargo, no huyó a Francia, siendo escondido en Pamplona por el canónigo Alejo Eleta, el cual trasladó clandestinamente a Angulo, su mujer y su hija Concepción a Ponferrada, donde vivía otro de sus hijos. Desafortunadamente, al año siguiente, una banda de música navarra visitó la localidad leonesa. Angulo salió al balcón y fue reconocido por uno de los miembros de la banda, por lo que fue detenido y trasladado a Navarra, donde el 2 de junio de 1937, a las diez de la noche, fue fusilado en Ibero y enterrado en el alto de las Tres Cruces (a la izquierda del portillo de la carretera que comunica Ibero y Echauri). Antes de su muerte, se confesó con el párroco del pueblo y, siguiendo la última voluntad de Angulo —que la familia conociera su fin— se lo contó por carta a su viuda Concepción tres semanas después, contraviniendo las órdenes de las autoridades responsables del asesinato de Gregorio Angulo. 
Su cuerpo fue exhumado en diciembre de 2015 e identificado meses después por el estudio forense de la Sociedad de Ciencias Aranzadi.